# Karla Sofía Gascón
Pour les articles homonymes, voir Gascon (homonymie).
Karla Sofía Gascón est une actrice espagnole née le 31 mars 1972 à Madrid. Elle est d'abord connue professionnellement sous le nom de Carlos Gascón avant sa transition de genre en 2018.
Entre 2024 et 2025, son interprétation d'un chef de cartel trans tournant le dos à son passé dans le film Emilia Pérez de Jacques Audiard lui vaut de nombreuses récompenses, la plupart étant inédites pour une femme trans : elle obtient le prix d’interprétation féminine au festival de Cannes, le European Film Award et le Lumière de la meilleure actrice, ainsi que des nominations à l'Oscar, au Golden Globe, au César et au BAFTA de la meilleure actrice.

## Biographie

### Enfance et formation
Karla Sofía Gascón naît sous le nom de Juan Carlos Gascón Ruiz, le 31 mars 1972 à Madrid et est diplômée de l'ECAM (en) (Escuela de Cinematografía y del Audiovisual de la Comunidad de Madrid) en interprétation cinématographique. À l'âge de seize ans, déterminée à devenir actrice, elle distribue son portrait à une agence de casting, et commence peu après à recevoir des propositions de figuration.

### Carrière
Ses débuts dans le monde audiovisuel ont lieu à la fin des années 1980. Elle participe à diverses émissions et séries et en parallèle elle joue dans des publicités. La plupart de ses projets l'amènent en-dehors de l'Espagne : elle séjourne à Londres, où elle tourne une série télévisée pour la BBC visant à apprendre l'espagnol à des anglophones, puis après son mariage avec sa petite amie de longue date, le couple emménage à Milan, où Gascón fait du doublage pour des spectacles de marionnettes. Elle obtient ensuite son premier rôle important, Arturo, dans une adaptation de la comédie musicale espagnole de TVE El águila de fuego (es).
C'est finalement le soap opera El súper (es) qui lui permet de se faire connaître, à la fin des années 1990,, suivi d'autres rôles importants dans des telenovelas populaires au Mexique. C'est dans ce pays qu'elle travaille ensuite durant la majeure partie de sa carrière, sous le nom de Carlos Gascón.
En 2005, elle est co-protagoniste dans la série espagnole El pasado es mañana de la chaîne Tele 5.
En 2009, au Mexique, elle interprète le gitan Branko dans la telenovela Corazón salvaje pour Televisa Mexico, produite par Salvador Mejía (es), transmise sur le Canal de las Estrellas. Elle est nommée meilleur espoir à Premios TVyNovelas. En 2010, elle incarne Jorge Jauma dans Llena de amor de Televisa.
En 2011, elle tourne dans son premier film mexicain avec Gonzalo Vega, Nosotros, los Nobles, réalisé par Gary Alazraki. Diffusé en 2013, le film est un succès au cinéma mexicain, devenant le deuxième film le plus rentable.
Entre 2012 et 2014, elle intervient dans la deuxième saison El Señor de los Cielos diffusé sur Telemundo qui obtient le prix EMMY Internacional de la meilleure série en langue espagnole, dans Hasta el fin del mundo de Televisa, Como dice el dicho.
Durant cette période, Gascón vit une longue relation avec une sénatrice mexicaine. Malgré son soutien initial lorsque Gascón l'avait prévenue de son souhait de vivre en tant que femme, elle l'abandonne lorsque Gascón concrétise ses plans et entame une transition de genre. Prise de pensées suicidaires, celle-ci se met à écrire sur le sujet, au point d'en faire un livre. De style réaliste magique, il met en scène un narrateur qui, après sa pendaison, revit son enfance et les souffrances de sa vie écoulée. La maison d'édition Dos Bigotes, spécialisée dans les thèmes LGBTQIA+, du genre et du féminisme, publie en 2018 au Mexique cette biographie romancée sous le titre de Karsia. Una historia extraordinaria. Bien que l'auteur indiqué soit « Carlos Gascón », soit le nom sous lequel l'actrice est connue à l'époque, le quatrième de couverture met en lumière le nouveau nom « Karla Sofía Gascón ».

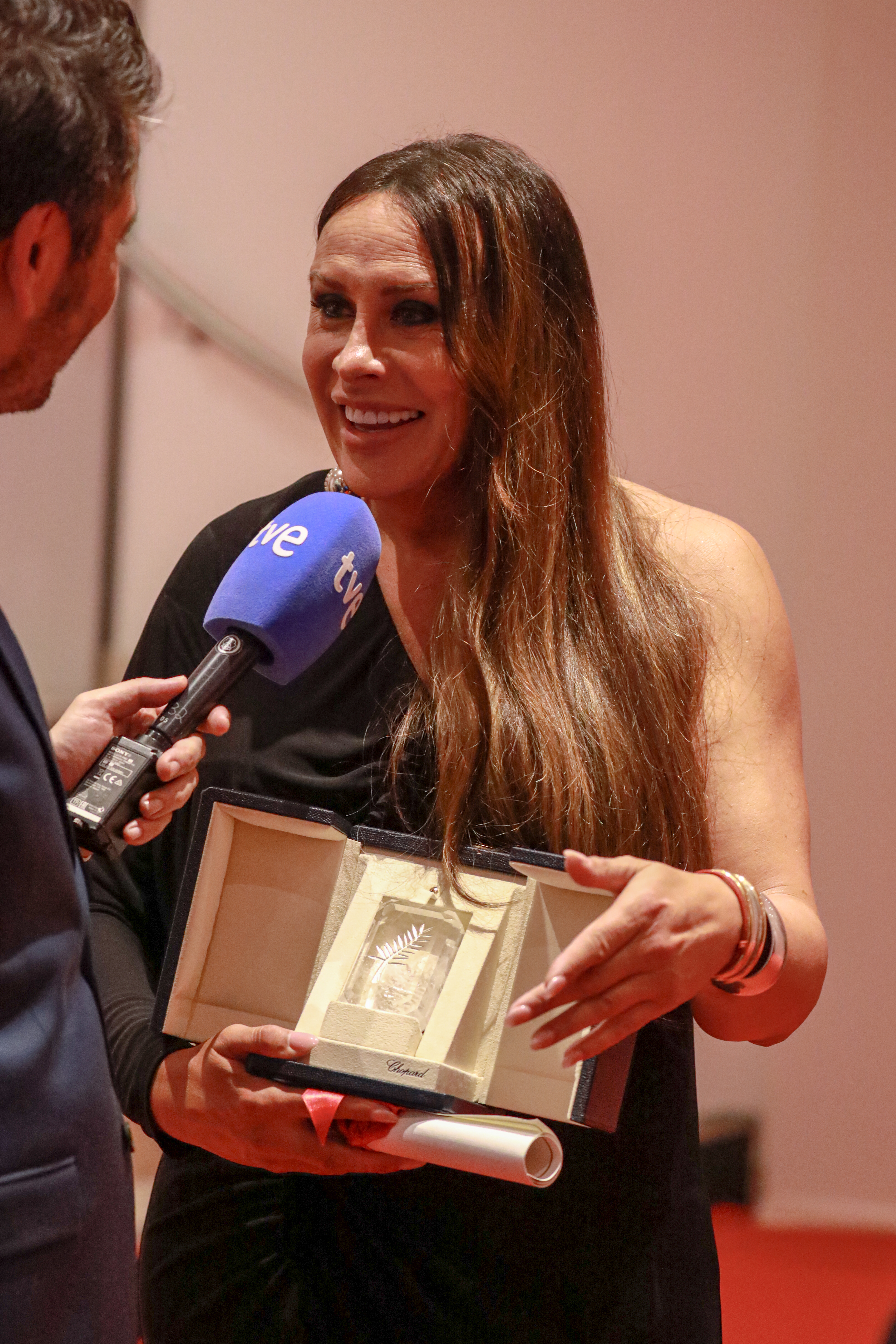
Gascón tenant le prix d’interprétation féminine au festival de Cannes 2024.

Après avoir rencontré le réalisateur français Jacques Audiard en 2022, Gascón est engagée dans le rôle principal du drame musical Emilia Pérez, où elle donne la réplique à Zoe Saldaña, Selena Gomez et Adriana Paz. Malgré sa voix qu'elle dit « cassée » par l'hormonothérapie, le rôle requiert notamment qu'elle chante et danse pour certaines scènes. La diffusion du film au Festival de Cannes 2024 la révèle au grand public : son jeu est salué à l'unanimité par les critiques et lui permet, ainsi qu'à ses partenaires de jeu, de remporter le prix d'interprétation féminine et d'être nommée aux Oscars 2025 dans la catégorie meilleure actrice, une première pour une comédienne transgenre dans l'histoire des Oscars du cinéma,,.
À cette époque, elle annonce rejoindre le projet du film hispanophone Las Malas, réalisé par Armando Bó.
En janvier 2025, d'anciennes publications de l'actrice sur le réseau social Twitter, jugées racistes, jettent un trouble sur l'avenir de sa carrière.

### Vie privée
En 2018, à 46 ans, Gascón entame une transition de genre et annonce son coming out trans,. Le 29 mai 2024, elle porte plainte contre la femme politique Marion Maréchal après des propos qu'elle juge transphobes. Six associations de défense des droits des personnes LGBTQIA+, dont STOP Homophobie, ont également déposé plainte pour les mêmes propos.
Gascón épouse sa petite amie de longue date, Marisa Gutierrez, au milieu de la vingtaine. Elles vivent un temps à Milan, puis Gutierrez et leur fille s'établissent en Espagne lorsque Gascón s'installe au Mexique. Là-bas, l'actrice y a plusieurs liaisons, dont une longue relation avec une sénatrice mexicaine. À date de 2025, Karla Sofia Gascón vit dans la banlieue de Madrid, en Espagne, avec Gutierrez et leur fille adolescente.

### Polémique
En janvier 2025, alors que l'industrie cinématographique est concentrée sur la campagne des Oscars, des publications racistes et islamophobes du compte Twitter de Sofía Gascón refont surface.
La presse spécialisée estime que la vive polémique qui s'ensuit peut mettre fin aux chances de l'actrice, ainsi que de toute l'équipe du film Emilia Pérez, de remporter des Oscars, et que cela jette le discrédit sur la campagne promotionnelle menée par Netflix, qui tournait autour de la figure supposément progressiste de Sofía Gascón. Elle est écartée par Netflix de la campagne de communication sur le film, et sa maison d'édition met fin à leur projet de rééditer le roman qu'elle avait publié en 2018. La controverse atteint aussi l'Espagne, où des ministres du gouvernement sont invités à s'exprimer sur le sujet, et il est fait savoir que l'actrice ne se rendra pas à la prestigieuse cérémonie des prix Goya, où le film est pourtant nommé. La chute rapide de Gascón, de « candidate en tête des Oscars à paria de l'industrie », crée des remous dans le milieu cinématographique. Plusieurs spécialistes de la promotion de films questionnent le caractère extrême et violent de l'ostracisme imposé à l'actrice, et s'interrogent sur la tendance performative d'Hollywood à faire de Gascón un bouc émissaire alors que ce même milieu célébrait sa volubilité et son manque de conformité promotionnelle quelques semaines auparavant. Certains estiment aussi qu'une partie des attaques portées après la controverse ont pu être motivées par de la transphobie.

## Filmographie
Sauf indication contraire, les informations mentionnées dans cette section peuvent être confirmées par la base de données cinématographiques IMDb,  présente dans la section « Liens externes ».
Avant sa transition de genre en 2018, elle est créditée sous son nom de naissance, Carlos Gascón.

### Cinéma

#### Longs-métrages
- 1999 : Se buscan fulmontis (es)
- 2000 : Me da igual
- 2002 : Box 507 (La Caja 507)
- 2004 : Di que sí (es)
- 2009 : Cambio de sentido
- 2011 : Clasificados
- 2011 : El cura y el veneno (es)
- 2013 : Nosotros, los Nobles : Peter / Pedro Pintado
- 2024 : Emilia Pérez de Jacques Audiard : Emilia Pérez / Juan « Manitas » del Monte

#### Courts-métrages
- 1997 : Destiempo
- 2003 : Cíclope
- 2007 : Exposición
- 2007 : Daisy-Kovirayee
- 2008 : Golpe de Suerte
- 2008 : Ídolos
- 2008 : El Pulgar del César
- 2008 : Miembro Fantasma
- 2008 : El Cepo
- 2008 : El Menú
- 2008 : Rats
- 2008 : El Jefe
- 2009 : Prodigal
- 2009 : Temperie
- 2009 : Lejos de los Mortales
- 2009 : Carmelita
- 2009 : Morir en una Cama de Rosas
- 2009 : El Muro
- 2010 : Mentiras
- 2010 : Interés Variable
- 2019 : Preludio

### Télévision
- 1996 : Isabel
- 1998 : El súper
- 1999 : Calle nueva (es)
- 2005 : El pasado es mañana
- 2009-2010 : Corazón salvaje : Branko
- 2010-2011 : Llena de amor : Jorge Jauma
- 2011 : Una familia con suerte : Sergio
- 2014 : Hasta el fin del mundo : Alan Duncan
- 2014 : El Señor de los Cielos 2

## Distinctions

### Récompenses
- Festival de Cannes 2024 : Prix d'interprétation féminine pour l'ensemble des actrices pour Emilia Pérez[20]
- Prix du cinéma européen 2024 : Meilleure actrice pour Emilia Pérez
- Lumières 2025 : Meilleure actrice pour Emilia Pérez

### Nominations
- César 2025 : Meilleure actrice pour Emilia Pérez
- Golden Globes 2025 : Meilleure actrice dans un film musical ou comédie pour Emilia Pérez
- Oscars 2025 : Meilleure actrice pour Emilia Pérez
- BAFTAs 2025 : Meilleure actrice pour Emilia Pérez